# Saurauia pringlei
Saurauia pringlei là một loài thực vật có hoa trong họ Dương đào. Loài này được Rose miêu tả khoa học đầu tiên năm 1903.